# خوسيه أنطونيو غوميز روزاس
خوسيه أنطونيو غوميز روزاس (بالإسبانية: José Antonio Gómez Rosas)‏ هو رسام وفنان مكسيكي، ولد في 1916 في اوريزابا في المكسيك، وتوفي في 1977.